# Kingston
 Ovo je glavno značenje pojma Kingston. Za druga značenja pogledajte Kingston (razdvojba).
Kingston je glavni i najveći grad države Jamajke. Leži na jugoistočnoj obali otoka, pješčanim sprudom povezan s Port Royalom, starom kolonijalnom prijestolnicom. Osnovan je 1692., a glavnim gradom postao je 1872. godine. U Americi, najveći je grad južno od SAD-a u kojem se govori engleski jezik.
Postoji tvornica cementa, prehrambena industrija; izvoz šećera, banana, kakaa, kave, boksita, aluminija itd. Jak je turizam, a postoji i međunarodna zračna luka. Grad je nekoliko puta teško stradao od potresa i požara.
Godine 2011. Kingston je imao oko 937.000 stanovnika.Zbog velikog potresa u Port Royalu,Kingston je danas najveći grad na otoku Jamajci.

## Ugovori o partnerstvu
Kingston ima ugovore o partnerstvu sa šest gradova:
- Miami, Florida, SAD
- Kalamazoo, Michigan, SAD
- Coventry, Ujedinjeno Kraljevstvo
- Guadalajara, Meksiko
- Šenžen, Kina
- Panevėžys, Litva